# Organización territorial de Guyana

Regiones administrativas de Guyana.

La república de Guyana es un estado unitario que se encuentra subdividido en 10 regiones administrativas, que se dividen en tres tipos de consejos: consejos municipales o municipios (6), consejos democráticos vecinales (65) y consejos de villas amerindias (112), además existen áreas no clasificadas (44) y una conservación.

## Regiones
Cada región está administrada por un consejo regional democrático (Regional Democratic Council, RDC), que está encabezado por un presidente (chairman).
Las regiones 1, 2, 7, y la parte occidental de las regiones 3, 8 y 9 se encuentran ubicadas en el área de la Guayana Esequiba, la cual es reclamada por Venezuela. La región 7 incluye la parte oriental de isla de Anacoco, que Guyana disputa, pero que está bajo control de Venezuela desde 1966.

Por otro lado, parte de la región 6 es reivindicada por Surinam, más concretamente el área conocida como Región de Tigri.

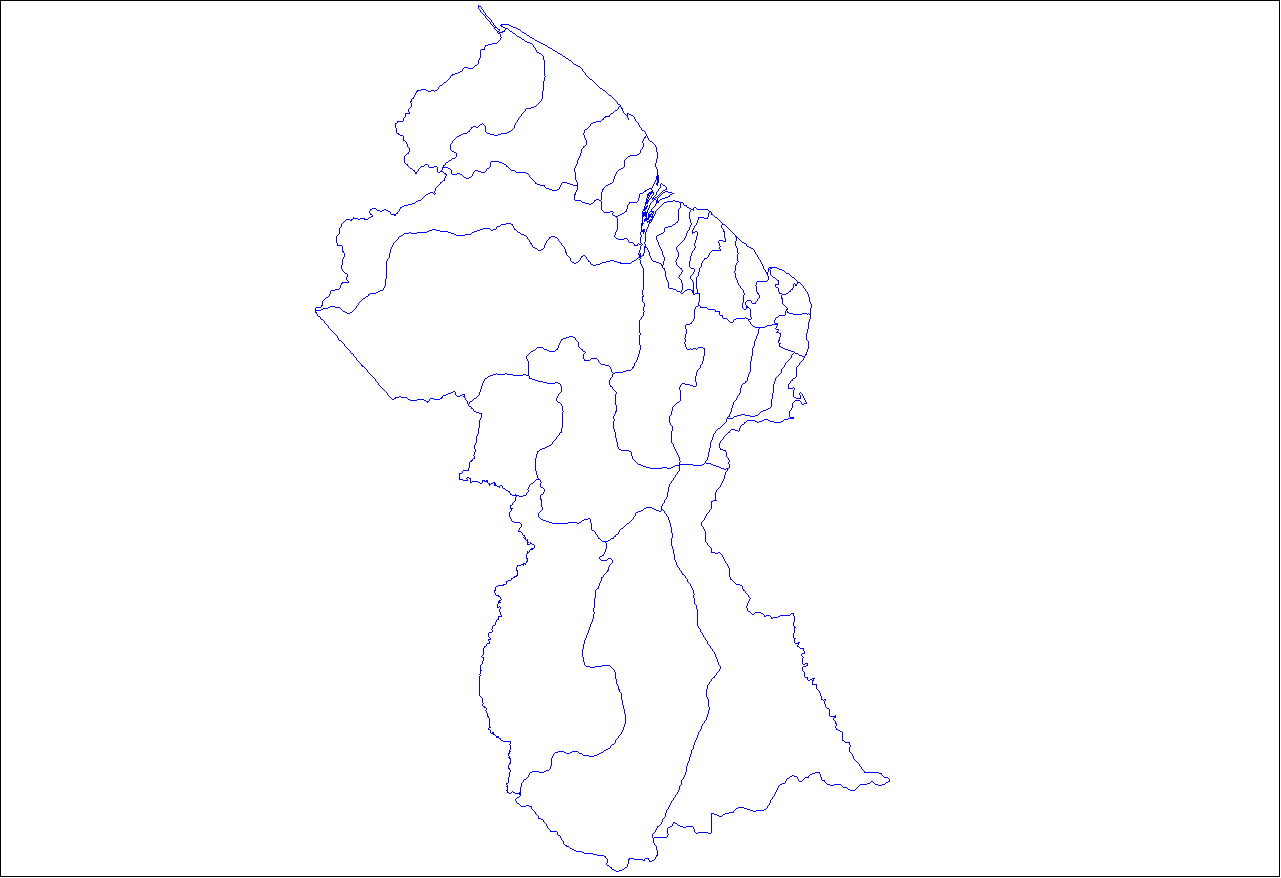
Consejos Vecinales de Guyana.

## Consejos vecinales
Además hay una serie de consejos vecinales democráticos (Neighbourhood Democratic Councils - NDC) dentro de cada región. Estos operan a nivel local, comunal o municipal, Las regiones se subdividen en un total de 65 consejos vecinales, 7 municipios y 39 áreas no administradas.